# Billete de cinco libras esterlinas
El Billete de cinco libras (£5), también conocido como fiver, es un billete de la libra esterlina. Es la denominación más pequeña del billete emitido por el Banco de Inglaterra. En septiembre de 2016, Se introdujo un rediseño del billete en polímero presentando la imagen de Reina Isabel II en el anverso y un retrato de Winston Churchill en el obverso. El antiguo diseño, inicialmente emitido en 2002 y presentaba la imagen de reformista de prisión Elizabeth Fry en el obverso, fue descontinuada por etapas y dejó de ser moneda de curso legal después del 5 de mayo de 2017.

## Introducción
Los billetes de cinco libras (£5) fueron introducidos por el Banco de Inglaterra en 1793, tras el billete de diez libras, que había sido introducido en 1759 como consecuencia de la escasez de oro causada por la Guerra de los Siete Años.  El billete de 5 libras fue introducido de nuevo, debido a la escasez de oro causada por las Guerras revolucionarias francesas y las Guerras napoleónicas y fue la denominación más baja de los billetes emitidos hasta 1797 Los primeros billetes estaban escritos a mano y se emitían a los particulares según las necesidades. Estos billetes estaban escritos por una sola cara y llevaban el nombre del beneficiario, la fecha y la firma del cajero emisor.

## Periodo de restricción
En 1797, debido a la necesidad de dinero adicional para financiar la guerra y a la incertidumbre causada por la declaración de guerra de Gran Bretaña a Francia, una serie de avalanchas bancarias vaciaron las reservas de oro del Banco de Inglaterra, que se vio obligado a dejar de cambiar oro por billetes y a emitir billetes de 1 y 2 libras. Esto se conoció como el "periodo de restricción", ya que se restringió el intercambio de billetes por su valor en oro.
El periodo de restricción terminó en 1821, ya que el Gobierno tuvo que anclar el valor de la moneda al oro para controlar la creciente inflación y la deuda nacional. Tras un breve periodo para compensar cualquier deflación repentina, el Reino Unido volvió al Patrón oro el 1 de mayo de 1821. Estos billetes podían volver a canjearse total o parcialmente por una cantidad equivalente de oro cuando se presentaban en el banco.  Si se canjeaban parcialmente, el billete llevaba una marca que indicaba la cantidad que se había canjeado. A partir de 1853, los billetes impresos sustituyeron a los escritos a mano, y la declaración "Prometo pagar al portador, a petición, la suma de cinco libras" sustituyó al nombre del beneficiario. Esta declaración sigue figurando en los billetes del Banco de Inglaterra hasta el día de hoy. En los billetes impresos aparecía la firma de uno de los tres cajeros, aunque a partir de 1870 se sustituyó por la del cajero jefe.